# Ivonne Hildebrand
Ivonne Hildebrand (* 21. Februar 1981 in Kassel, Deutschland) ist eine ehemalige deutsche Handballspielerin, die in der deutschen Bundesliga auflief. Mittlerweile ist sie als Handballtrainerin tätig.

## Karriere
Hildebrand gehörte in der Saison 2005/06 dem Kader des Bundesligisten SG 09 Kirchhof an. Später lief sie für den Regionalligisten SV Germania Fritzlar auf. Mit Germania Fritzlar qualifizierte sie sich im Jahr 2010 für die neu eingeführte 3. Liga. Nach einer Spielzeit in der 3. Liga schloss sich Hildebrand dem Bezirksoberligisten HSG Körle/Guxhagen an. Mit der HSG Körle/Guxhagen stieg sie im Jahr 2015 in die Landesliga auf. Hildebrand wechselte im Sommer 2018 vereinsintern in die zweite Mannschaft, kam jedoch in der Saison 2018/19 auch in der ersten Mannschaft zum Einsatz.
Hildebrand ist seit dem Jahr 2011 als Jugendtrainerin bei der mJSG Melsungen/Körle/Guxhagen tätig. Im Dezember 2023 übernahm sie das Amt als Nachwuchskoordinatorin bei der MT Melsungen. Weiterhin trainiert sie die männliche Auswahlmannschaft des Jahrganges 2010 im Bezirk Melsungen-Fulda.